# Miep Diekmannová
Maria Hendrika Jozina (Miep) Diekmann(ová) (26. ledna 1925, Assen, Nizozemsko – 9. července 2017, Scheveningen) byla nizozemská spisovatelka a překladatelka, jedna z nejznámějších autorek knih pro děti.

## Život
Část svého dětství (1934–1939) prožila ve Willemstadu na ostrově Curaçao v Nizozemských Antilách. kde byl její otec velitelem vojenské policie. V Nizozemsku vystudovala gymnázium a pak žurnalistiku, pracovala pro tisk, psala recenze na dětskou literaturu a začala také psát vlastní knihy pro děti. Debutovala roku 1947 jako autorka dívčích knih bez větší umělecké hloubky, za své pozdější knihy obdržela celou řadu literárních cen.
V jejím díle se výrazně projevila léta strávená v dětství v Západní Indii. Knihy s touto tematikou řeší závažná historická i aktuální témata. Jejich hrdiny jsou mladí lidé prožívající těžké období dospívání, ve kterém jsou konfrontováni s diskriminací, politikou, sebevraždou, sexualitu, násilím i znásilněním. Je také autorkou poučných i pohádkových knih pro začínající čtenáře, publikace o výtvarném umění 17. století a redaktorkou několika antologií. Staral se rovněž o začínající autory a posuzovala jejich díla. Napsala více než sedmdesát knih, z nichž mnohé byly přeloženy do cizích jazyků. V době komunistického režimu v Československu pomáhala českým disidentům a díky ní byla v Nizozemsku vydána celá řada českých knih.
Roku 1980 vydala ve spolupráci s českou spisovatelkou a básnířkou Dagmar Hilarovou příběh o životě a dospívání v koncentračním táboře Terezín Nemám žádné jméno (Ik heb geen naam). Kniha, o jejímž autorství se vedou spory, získala tři významné literární ceny.
Roku 2006 se stala čestnou členkou IBBY (International Board on Books for Young People).

## Literární dílo
- Voltooid verleden tijd (1947, Předminulý čas), dívčí román.
- Panaderio Pan (1947),
- Wereld van twee (1948),
- ...En wat kan ik? (1949),
- Marmouzet (1954,
- Anders is niet altijd beter (1954, Jinak neznamená vždy lépe),
- Viermaal Lodewijk (1955, Čtyřikrát Ludvík),
- De boot vertrekt zonder Claartje (1955),
- Mariëtte (1955, Marieta), dívčí román.
- Annejet stelt zich voor (1956, Annejet se představuje), první díl série dívčích románů z prostředí holandských školáků a gymnasistů řešící problematiku dospívání. V tomto případě jde o dvanáctileté dětí z jedné třídy, které do svého kolektivu přijmou invalidního chlapce, Annejetina bratrance.
- Annejet helpt een handje (1956, Annejet zasahuje), druhý díl série o Annejet a jejím invalidním bratranci.
- Annejet wint de laatste ronde (1956, Annejet vyhraje poslední kolo), třetí díl sére o Annejet, ve kterém dospívající dívka musí řešit téměř dospělácké problémy.
- De boten van Brakkeput (1956, Čluny v Brakkeputu), dobrodružný příběh z Nizozemských Antil, který vypráví o chlapci, který poskytne neznámému cizinci svou loď, aby mu umožnil útěk z ostrova.
- Een spel van schijn (1956)
- Een mens te kort (1957, Někdo chybí)
- Annejet laat het er niet bij zitten (1957, Annejet to tak nenechá), čtvrtý díl série o Annejet, ve kterém dívka řeší, jak se dostat na kobylku klukům ze třídy, kteří si postavili vor, ale spolužačky na něj nechtějí pustit?
- Padu is gek (1957, Padu se nedá), novela, oceněná mezinárodním diplomem Hanse Christiana Andersena, jejímž hrdinou je domorodý samotářský chlapec z jednoho ostrova v Karibském moři, trávící většinu mimoškolního času na opuštěném lodním vraku.
- Nooit meer een lampion (1958)
- Annejet knipt de kaartjes (1957, Annejet štípá lístky), pátý díl série o Annejet, ve kterém se dívka snaží přesvědčit rodiče, že prázdninová brigáda není jen holčičí rozmar.
- Gewoon een straatje (1959, Jen jedna ulice)
- Het varken dat spaarvarken wilde zijn (1960)
- Driemaal is scheepsrecht (1960, Do třetice všeho dobrého)
- ...En de groeten van Elio (1961)
- Als je het nog niet wist: voorlichting en levenskunst voor teenagers (1961)
- Andere mensen zijn ook gewoon (1962)
- Mozaïek: bloemlezing voor het lager onderwijs (1962)
- De schoonste dag (1964, Nejlepší den)
- Wie zei dat we zo schoon zijn? (1964)
- Shon Karko (1964, Tajemný mužíček z mušle), pohádkový příběh ze života rybářů a lovců mušlí na malém ostrově v Karibském moři.
- Mijn lama (1964)
- Geen mens is van de ander (1965, Každý člověk je jiný)
- Marijn bij de Lorredraaiers (1965, Marijn u pirátů), dobrodružný historický román z prostředí otrokářů, otroků, námořníků a pirátů v Západní Indii 17. století.
- Dat danst en doet maar (1965)
- De trapeze (1967, Hrazda), řada příběhů a básní pro základní školy.
- Nildo en de maan (1967, Nildo a měsíc)
- Jossy wordt een indiaan (1967)
- Een liedje voor een cent (1969, Halířová písnička), sbírka básní.
- Een doekje voor het bloeden (1970, To je jen zástěrka)
- De dagen van Olim (1971, Dny minulosti)
- Het geheim van Dakki Parasol (1971)
- Total loss, weetjewel (1973)
- Iedereen doet maar (1974, Každý máme něco), česky v knize Annejet má problémy. V šestém příběhu série Annejet s kamarádkou jen o vlásek unikne pomstě party, užívající i drogy, do jejichž krádeže se nevinně zapletou.
- Stuivertje wisselen (1974, Změny a proměny), česky v knize Annejet má problémy. V sedmém příběhu série Annejet prožívá období prvních lásek, kdy váhá mezi spolužákem a o šest let starším chlapcem, a krizi v rodině, kdy vážně hrozí rozvod jejích rodičů a otec přivede do domu svou milenku.
- De boerderij: mensen en dieren: leerlingenboek (1974)
- Dan ben je nergens meer (1975)
- Mens te koop (1977, Lídé na prodej), historický román z počátku 18. století odehrávající se na ostrově Curaçao.
- Wiele wiele stap (1977, Kuli, kuli ťap), básničky a říkanky pro děti.
- Zeg 't maar: een groot verhalenboek om voor te lezen aan kinderen van 4 tot 7 jaar (1978)
- Stappe stappe step (1979, Cinky cinky cililinky), česky v knize Kuli, kuli ťap, další básničky a říkanky pro děti.
- Ik heb geen naam (1980, Nemám žádné jméno. V knize líčí Dagmar Hilarová své vlastní zážitky v koncentračním táboře Terezín v letech 1943-1945. O autorství knihy se vedou spory. Roku 2010 vyšel v českém týdeníku Reflex článek, který dokládá, že autorkou knihy Nemám žádné jméno je především Dagmar Hilarová.[5] V tom samém roce vydal syn Dagmar Hilarové faksimile terezínského deníku své matky, který tuto skutečnost potvrzuje.[6] Proto je na českém vydání knihy Nemám žádné jméno z roku 2012 uvedena jako autorka pouze Dagmar Hilarová.[7]
- De prinses van Zweeloo (1981)
- Ik en jij spelen wij (1982)
- Geen enkel verdriet duurt honderd jaar (1982, Žádný smutek netrvá věčně), sbírka básní.
- Hannes en Kaatje, wat is dat voor praatje? (1983, Hánku, Katko, co to máte, o čem si to povídáte?), řada krátkých příběhů, v nichž Johan a Katka poznávají svět kolem sebe a učí se řešit problémy, které vznikají mezi dospělými a dětmi.
- Klik klik... ik (1983)
- Annejet en de jongens (1985, Annejet a kluci), přepracované společné vydání prvních dvou dílů série o Annejet, tj. knih Annejet se představuje a Annejet zasahuje.
- Hannes en Kaatje, 2 in een straatje (1985)
- Hannes en Kaatje, een koekje met een gaatje: oude en nieuwe decemberverhalen (1985)
- Verliefd? Hoezo? (1986)
- Hannes en Kaatje en het rommellaatje (1986)
- Hoe schilder hoe wilder (1986, Čím větší malíř, tím divočejší), dvoudílná publikace o výtvarném umění 17. století.
- Het grote boek van Hannes en Kaatje (1989,
- Krik de prins die trouwen moest (1989, Jak se žení princové), pohádkový příběh pro mladší děti.
- Zóóó groot (1993, Tááák velký)
- Ik zie je wel, ik hoor je wel (1996)
- O, wat zijn wij heden blij (1998, Ach, jak jsme dnes šťastní)
- Een koning met een kroon erop (1998, Král a koruna), sbírka humoristických veršů.
- Verre eilanden (2000, Vzdálené ostrovy), pohádkový příběh z Karibiku.

## Ocenění
Za své knihy obdržela autorka celkem čtrnáct významných cen, například:
- 1956 nizozemskou cenu Beste kinderboek van het jaar (Nejlepší dětská kniha roku) za román De boten van Brakkeput (Čluny v Brakkeputu).
- 1964 německou cenu Deutscher Jugendliteraturpreis za knihu ...En de groeten van Elio.
- 1970 nizozemskou Staatsprijs voor jeugdliteratuur (Státní cena za literaturu)
- 1975 nizozemskou cenu Goldener Griffel (Zlaté pero) za knihu Wiele wiele stap (Kuli, kuli ťap).
- 1978 nizozemskou cenu Nienke van Hichtumprijs za knihu Dan ben je nergens meer.
- 1981 nizozemskou cenu Gouden Sleutel (Zlatý klíček) za knihu Ik heb geen naam (Nemám žádné jméno).
- 1982 italskou cenu Premio d'Oro za knihu Ik heb geen naam (Nemám žádné jméno).
- 1983 polskou Mezinárodní cenu Janusze Korczaka za knihu Ik heb geen naam (Nemám žádné jméno).[9]

## Česká vydání
- Čluny v Brakkeputu, Albators, Praha 1970, přeložila Olga Krijtová.
- Marijn u pirátů, Albators, Praha 1971, přeložila Stanislava Hřebíčková.
- Padu se nedá, Práce, Praha 1972, přeložila Olga Krijtová.
- Annejet zasahuje, Lidové nakladatelství, Praha 1972, přeložila Olga Krijtová, pod názvem Annejet a kluci, Ivo Železný, Praha 1992 a Albators, Praha 2002, obsahuje knihy Annejet se představuje a Annejet zasahuje.
- Annejet to tak nenechá, Lidové nakladatelství, Praha 1973, přeložila Olga Krijtová, znovu Ivo Železný, Praha 1992 a Albators, Praha 2003, obsahuje knihy Annejet vyhraje poslední kolo, Annejet to tak nenechá a Annejet štípá lístky.
- Annejet má problémy, Mladá fronta, Praha 1978, přeložila Olga Krijtová, znovu 1986, Ivo Železný, Praha 1992 a Albators, Praha 2004, obsahuje knihy Každý máme něco a Změny a proměny.
- Tajemný mužíček z mušle, Albators, Praha 1979, přeložila Olga Krijtová.
- Kuli, kuli ťap, Albators, Praha 1983, přeložili Pavel Šrut a Olga Krijtová.
- O čem si to povídáte?, Albators, Praha 1993, přeložila Olga Krijtová.
- Jak se žení princové, Olympia, Praha 2000, přeložila Olga Krijtová.